# 6270 Kabukuri
6270 Kabukuri eller 1991 BD är en asteroid i huvudbältet som upptäcktes den 18 januari 1991 av de båda japanska astronomerna Shigeru Inoda och Takeshi Urata i Karasuyama. Den är uppkallad efter Kabukuri-numa i Japan.
Asteroiden har en diameter på ungefär 3 kilometer och den tillhör asteroidgruppen Vesta.